# キルンワーク
キルンワーク (英語：Kilnworking) はガラス工芸で使われる加工技術の一つで、冷えたガラスを組み合わせ、電気炉に入れ加熱し、変形・融着させる手法。

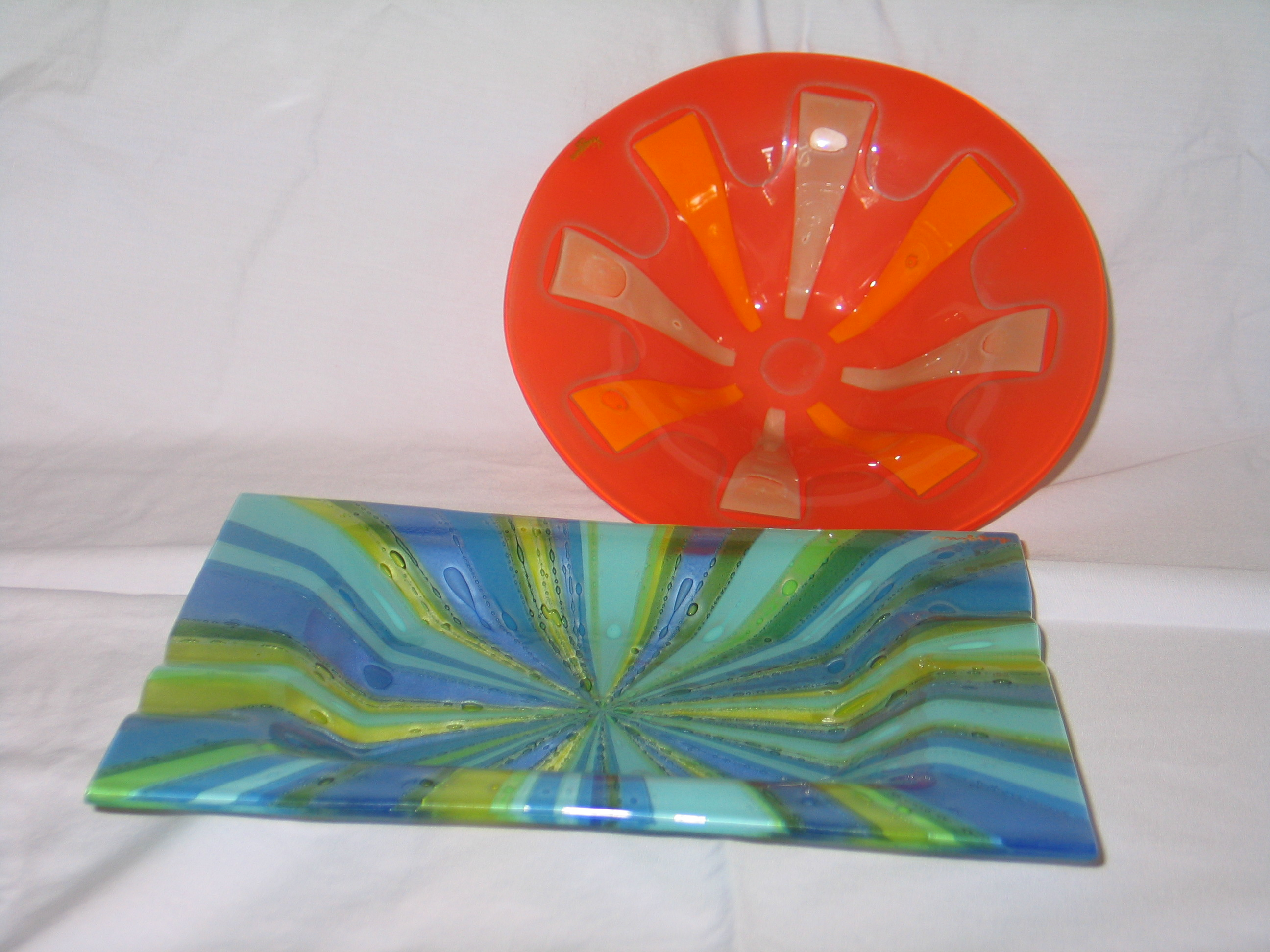
ヒギンズグラス

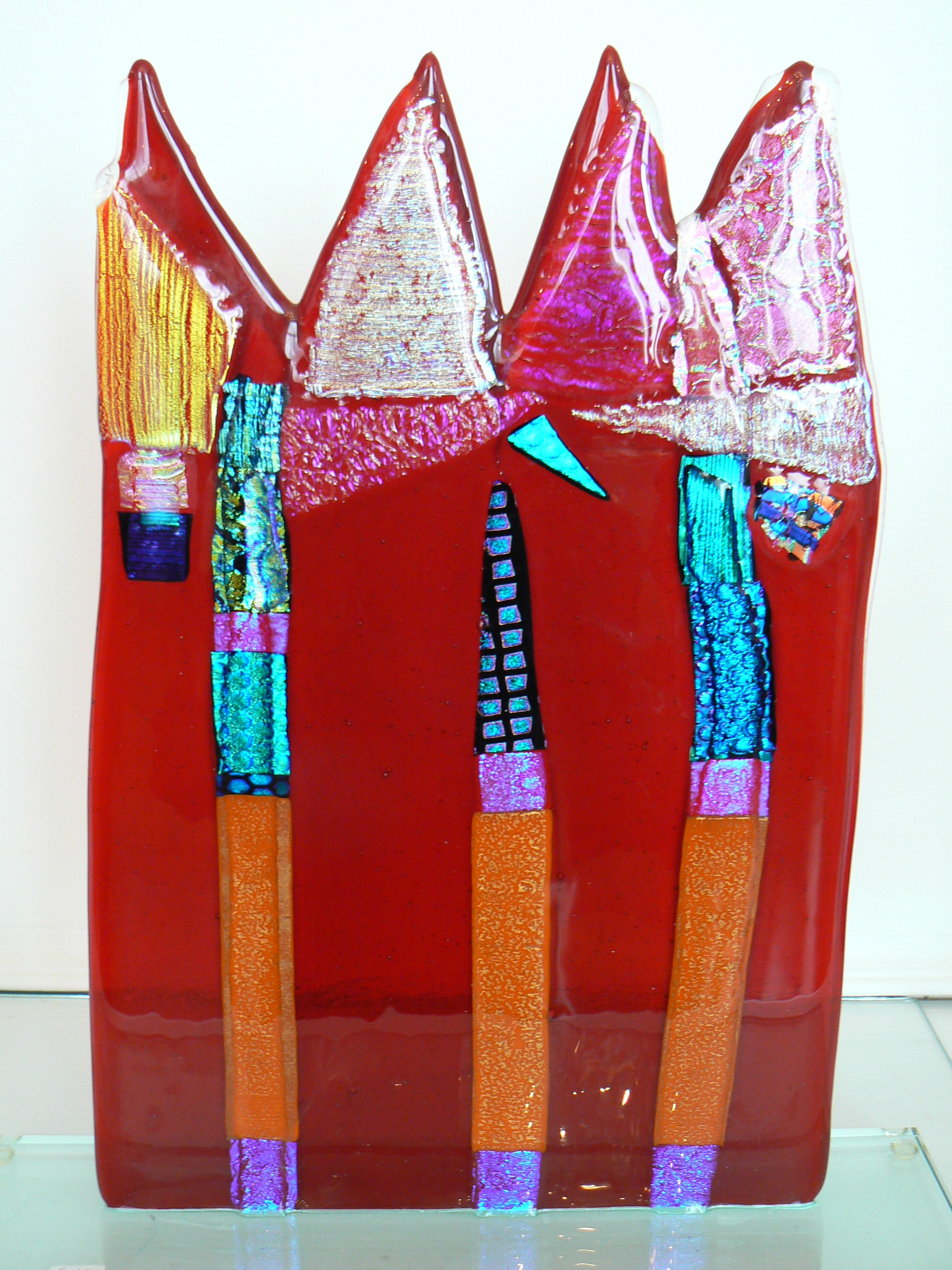
ダイクロガラス

## 種類
- パート・ド・ヴェール - 粉状のガラスを耐火石膏で作った型に詰め、加熱する技法。
- スランピング - 耐火石膏で型を作り、その上に板ガラスをのせて電気炉内で加熱し、変形させる技法。型の凹部にガラスがたまる。
- フュージング - 板ガラスやガラスフリットを専用の糊を使用して貼付け、電気炉内で加熱することによりガラス同士を熔着させる技法。
- 絵付け - ガラスの表面を顔料（エマイユ（エナメル）やグリザイユ、ジョンダルジョン（シルバーステイン）など）によって彩色し、電気炉内で加熱して顔料を焼き付ける技法。